# High Rocky Point
High Rocky Point är en udde i Australien. Den ligger i kommunen West Coast och delstaten Tasmanien, i den sydöstra delen av landet, omkring 160 kilometer väster om delstatshuvudstaden Hobart.
Trakten runt High Rocky Point är nära nog obefolkad, med mindre än två invånare per kvadratkilometer.. Det finns inga samhällen i närheten.
Genomsnittlig årsnederbörd är 2 730 millimeter. Den regnigaste månaden är september, med i genomsnitt 312 mm nederbörd, och den torraste är februari, med 108 mm nederbörd.